# Dina Foxx – Tödlicher Kontakt
Dina Foxx – Tödlicher Kontakt war im Jahr 2014 die Fortsetzung des 2011 im ZDF ausgestrahlten Transmedia-Projekts Wer rettet Dina Foxx?.

## Handlung
Dina Foxx gerät in eine tödliche Intrige im Umfeld eines Lebensmittelkonzerns, der genetisch veränderte Tomaten auf den Markt bringt, und Umwelt-Aktivisten, die dagegen – auch gewaltsam – vorgehen wollen. Aus der Perspektive von Dina Foxx erzählt, bleibt der Zuschauer ebenso wie die Protagonistin bei stets neuen Lügen vieler Beteiligter und tatsächlich oder scheinbar wechselnden Allianzen im Unklaren darüber, wer am Ende die Guten und wer die Bösen sind. Für Dina Foxx geht es weniger um umweltpolitische Ziele als um die Rettung ihres Bruders, der tödlich erkrankt ist und nur durch ein Serum gerettet werden kann. Durch die Hilfe eines Bio-Technikers erfährt Dina, dass sie selbst Antikörper gegen die Tomaten-Krankheit hat. Am Ende kann sie ihren Bruder retten, aber im schließlich kulminierenden Finale kommen Mitstreiter ums Leben.

## Transmedia-Projekt
Die ZDF-Online-Plattform des Projekts liefert zusätzliches Video-Material und weitere Hinweise, die dem Zuschauer die Möglichkeit geben, tiefer in die Story einzutauchen. Da einige Handlungsstränge im TV nicht vollständig aufgelöst werden, stellt der Online-Auftritt eine inhaltliche Ergänzung dar.

## Darsteller
Wurde die Hauptfigur der Dina Foxx im ersten Teil von 2011 noch von Jessica Richter dargestellt, übernahm im zweiten Teil 2014 Katharina Schlothauer die Rolle.